# Huangyangguan
Huangyangguan (kinesiska: 黄羊关乡, 黄羊关) är en socken i Kina. Den ligger i provinsen Sichuan, i den sydvästra delen av landet, omkring 210 kilometer norr om provinshuvudstaden Chengdu.
Genomsnittlig årsnederbörd är 1 041 millimeter. Den regnigaste månaden är juli, med i genomsnitt 265 mm nederbörd, och den torraste är december, med 2 mm nederbörd.